# 하효명
하효명(河孝明, Ha Hyomyeong, 1403년 ~ 1441년)은 조선시대 전기의 무신으로 본관은 진양(晉陽). 조부는 두문동 72현으로 고려조에서 병부상서를 지낸 하자종이고, 부친은 조선왕조 500년의 역대 재상 중에서 유일하게도 '승평수문(昇平守文)의 재상'이라는 칭송을 받을 정도로 '청렴과 결백의 표상'이 된 종묘배향공신인 영의정 하연 선생이다.

## 생애

### 가계
본관은  진양(晉陽). 아버지는 경재 하연(河演) 선생이며 어머니는 정경부인 성주이씨(星州李氏)로 개성부윤 이존성(李存性)의 딸이다.

### 내용
하효명은 세종조 명재상이자 청백리인 영의정 하연 선생의 장남으로 출생하여 어려서부터 총명함이 자자했으며 청년으로 성장하면서 출중함이 세종에게까지 알려지게 되자 세종은 하효명에게 무반으로 나갈 것을 적극 권유하자, 무과에 급제하여 관직에 나갔다. 1433년 7월 병조좌랑으로 재직시, 경복궁 근정전 추녀머리가 폭우로 무너지자 세종은 보수를 명하는 동시에 하효명을 보수공사의 책임자인 별좌(別坐)에 임명하였다. 이후 무관 출신으로 실무요직인 사헌부지평에 기용되어 정치 문제의 시시비비에 대한 언론 활동과 백관에 대한 규찰과 탄핵, 풍속 교정, 억울한 일을 풀어주는 등 감찰을 담당하였다.
또한, 1437년(세종 19) 당시 당상관들이 파면되었음에도 불구하고 녹봉을 청하는 신문고를 울리자 사풍(士風)의 아름답지 못한 일이라며 이들을 징계할 것을 주청하였으며 나라 살림살이가 넉넉지 못한 이유로 흥천사(興天寺)의 보수 중지를 건의하기도 했다. 이어 군량미 등 군수품의 저장·관리·출납을 맡아보던 군자감부정 겸 정3품의 훈련원 부사(副使)에 올랐으며 이후 39세의 나이로 요절하여 세상을 떠났다.

## 가족 관계
- 증조부 : 하윤원(河允源, 대사헌)
- 증조모 : 청주 하씨(靑州 河氏, 정경부인)
  - 조부 : 하자종(河自宗, 증좌의정)
  - 조모 :  진양 정씨(晉陽鄭氏, 정경부인)
    - 아버지 : 하연(河演, 영의정)
    - 어머니 : 정경부인 성주 이씨
    - 장인 : 이승간(李承幹, 병마도절제사)
      - 부인 : 전의 이씨(全義 李氏, 정부인)
        - 장남 : 하맹순(河孟淳, 출생 사망) 증 현감)
        - 차남 : 하복산(河福山, 승계장손 종손), 현감)
        - 삼남 : 하맹서(현감)
        - 사남 : 하맹제(河孟濟, 장사랑)
        - 오남 : 하맹식(河孟湜, 군수)
        - 막내 : 하맹윤(河孟潤, 형조참판)

### 직계 후손
- 하승무(19세손, 역사신학자, 시인)[2][3][4]

### 관련인물
- 함양옹주(사돈 인적)

## 추증
- 1447년(세종 29) 증이조참판

## 묘소
원 묘소는 경기도 안산시 단원구 고잔동 안산경찰서와 안산시청 청사 사이에 있었으나, 1970년대 말에 안산 지역의 도시화가 진행되면서 충청북도 청원군 현도면 우록리 영당곡으로 이장되었다.

## 참고 자료
- 世宗實錄(1454년)
- 世祖實錄(1471년)
- 萬家譜(19세기, 해남윤씨 정가 발행 인물종합보)
- 晉陽河氏大同譜(庚辰譜,2000년)
- 하승무의 晉陽河氏 家門人物硏究(2015년)